# Somebody to Love (Nelly Furtado)
Somebody to Love è il nono singolo estratto dal terzo album di Nelly Furtado, Loose. La canzone è anche la bonus track internazionale. È stata pubblicata solo in Grecia e Turchia durante il febbraio 2008.

## classifica
| Classifica (2008)     | Posizione |
| --------------------- | --------- |
| Turkish Singles Chart | 1         |
| Greece Singles Chart  | 1         |